# Marcus Borg
Marcus Joel Borg (ur. 1942, zm. 2015) – amerykański badacz Nowego Testamentu, teolog, profesor religii i kultury na Uniwersytecie Stanu Oregon. Był przedstawicielem teologii liberalnej. Jako członek Jesus Seminar Borg uczestniczył w badaniach dotyczących historycznego Jezusa. Odszedł na emeryturę w 2007 roku. Umarł osiem lat później w wieku 72 lat na idiopatyczne włóknienie płuc w domu w Powell Butte (stan Oregon).